# Миттеран, Фредерик
Фредерик Бернар Миттеран (фр. Frédéric Bernard Mitterrand; 21 августа 1947[…], XVI округ Парижа — 21 марта 2024, VII округ Парижа) — государственный и политический деятель. Писатель, сценарист, продюсер и режиссёр документальных и художественных фильмов, министр культуры Франции (2009—2012).

## Биография
Племянник 21-го Президента Франции Франсуа Миттерана и армейского генерала авиации Жака Миттерана. Обучался в Лицее Жансон-де-Салли в Париже; окончил факультет истории и географии Парижского университета в Нантерре. Окончил Институт политических исследований в Париже. Не был женат, воспитывал трёх приёмных детей. Фредерик Миттеран также имел тунисское гражданство.
Впервые появился на экране в 1960 году, в возрасте 12 лет, под именем Фредерик Робер в фильме «Ноэль Фортюна» (фр. Fortunat) вместе с такими актёрами как Мишель Морган и Бурвиль. В 1968—1971 годах — преподаватель истории и географии в двуязычной частной школе. С 1971 года по 1986 год возглавлял сеть, состоящую из 14 артхаусных кинотеатров (Olympic Palace (1971—1986), Entrepôt (1975—1986) и Olympic-Entrepôt (1977—1986). Снял множество документальных фильмов о великих людях XX века, а также кинофильмов.
Продюсер телевизионных программ: Etoiles et toiles (1981−1986), Acteur Studio (1986—1987), Ciné-Fêtes (1984), Permission de minuit (1987—1988), Destins (1987—1988), Etoile Palace (1990), Du Côté de chez Fred (1988—1991), C’est votre vie (1993) и Les Amants du siècle (1993).
В книге «Влад Листьев. Пристрастный реквием» рассказано, что в 1990 году Фредерик был соведущим Владислава Листьева в спецвыпуске программы «Взгляд».
В 2002—2006 годах ведущий программ на Match TV и Pink TV. В 2003—2005 годах — режиссёр программ для TV5 international channel. После долгого сотрудничества с радиостанцией Europe 1 продюсировал программу Çа me dit, I’après-midi на радиостанции France Culture. В 1996—2002 годах генеральный комиссар Французского сезона в Тунисе (1996), Года Марокко (1999) и Года Чехии (2002).
В 2001—2003 годах — президент комиссии по выборочной финансовой поддержке производства кинематографических работ в течение длительного времени в Национальном центре кинематографии. С 2003 года — заместитель генерального директора TV5. С 2008 по 2009 год — директор Французской академии в Риме. С 23 июня 2009 по 10 мая 2012 года — министр культуры и коммуникаций Франции.

### Секс-скандал
В октябре 2009 года высказался в поддержку кинорежиссёра Романа Полански, арестованного в Швейцарии по обвинению в сексуальных связях с 13-летней девочкой в 1977 году. После этого сам Миттеран оказался в центре скандала, связанного с тем, что в своей книге 2005 года «Плохая жизнь» он писал о том, что, когда был подростком, имел связи с мальчиками в Таиланде: «Изобилие молодых, очень привлекательных и быстро доступных юношей приводило меня в состояние желания, которое мне больше не нужно было ограничивать или скрывать».
Его признания вызвали протесты со стороны националистов и социалистов и требования его отставки с поста министра культуры. 8 октября 2009 года в эфире канала TF1 Миттеран заявил: «Да, у меня были связи с мальчиками, и я это не скрываю. Но, чтобы не вернуться в каменный век, не следует путать гомосексуализм и педофилию. Я осуждаю сексуальный туризм. Это позор. Я осуждаю педофилию, в которой я никогда не участвовал. Людям, которые обвиняют меня в этом, должно быть стыдно за то, что они делают».
Умер 21 марта 2024 года в возрасте 76 лет. Миттеран болел раком более года после того, как пережил COVID-19.

## Фильмография
- 1960 — Ноэль Фортюна / Fortunat — Морис Валькур
- 1974 — Разговаривайте с цветами / Dites-le avec des fleurs (Diselo con flores) — Клаус фон Эхренталь
- 1981 — Любовные письма из Сомали / Lettres d’amour en Somalie — режиссёр
- 1984 — эпизод в фильме «Париж глазами... 20 лет спустя» / Paris vu par… vingt ans plus tard (фр.)
- 1995 — Мадам Баттерфляй / Madame Butterfly, киноверсия оперы Пуччини — режиссёр
- 1997 — Мой приятель Рашид / Mon copain Rachid — рассказчик
- 2001 — Амели / Le Fabuleux Destin d’Amélie Poulain — камео
- 2001 — Бекассин / Bécassine: Le Trésor viking — ведущий
- 2003 — Ключи от машины /  Les Clefs de bagnole — ведущий Каннской церемонии

Документальное кино
Снял два 10-часовых фильма о падении монархий в начале XX века:
- 1998 — Les Aigles foudroyés
- 2000 — Mémoires d’exil

а также различные телевизионные программы, включая Tunis chante et danse и La délivrance de Tolstoï

## Награды
- Офицер ордена Почётного легиона (13 июля 2023 года)[12]
- Кавалер ордена Почётного легиона (1996)
- Офицер ордена «За заслуги»
- Командор ордена искусств и литературы
- Офицер ордена искусств и литературы
- Офицер ордена Культурных заслуг (18 ноября 2007 года, Монако)[13]
- Командор ордена Короны Румынии (2015, Румынская королевская семья)[14][15]
- Большой крест ордена Южного Креста (Бразилия)
- Орден 7 ноября 1987 (Тунис)
- Офицер ордена Заслуг (Тунис)
- Орден Дружбы (27 июля 2011 года, Россия) — за значительный вклад в развитие российско-французского сотрудничества[16]

Телевизионные награды:
- Sept d’Or
- Кинопремия Jean Louis Bory Рrize
- Премия Roland Dorgelès Рrize (радио/телевидение)